# Rolf Berend
Rolf Berend (ur. 1 października 1943 w Gernrode) – niemiecki polityk, przez trzy kadencje poseł do Parlamentu Europejskiego.

## Życiorys
Maturę zdał w 1962 w szkole średniej w Worbis. Studiował germanistykę i muzykologię na Uniwersytecie w Jenie oraz na Uniwersytecie w Lipsku. W latach 1966–1990 pracował jako nauczyciel w Eichsfeld. W 1974 został członkiem koncesjonowanej Unii Chrześcijańsko-Demokratycznej w NRD. W 1989 wszedł w skład rady gminy w Gernrode.
W 1990 został wybrany do Izby Ludowej NRD (Volkskammer). Po zjednoczeniu wstąpił do ogólnokrajowej CDU, w 1991 został obserwatorem w Europarlamencie. W latach 1993–2002 przewodniczył organizacji Europa-Union w Turyngii.
W 1994 z listy Unii Chrześcijańsko-Demokratycznej po raz pierwszy uzyskał mandat deputowanego do Parlamentu Europejskiego. W wyborach w 1999 i 2004 z powodzeniem ubiegał się o reelekcję z ramienia CDU. Był m.in. członkiem grupy chadeckiej, a w latach 2007–2009 wiceprzewodniczącym Komisji Rozwoju Regionalnego. W PE zasiadał do 2009.